# یواس‌اس فرناندینا (۱۸۶۱)
یواس‌اس فرناندینا (۱۸۶۱) (به انگلیسی: USS Fernandina (1861)) یک کشتی بود که طول آن ۱۱۵ فوت (۳۵ متر) بود.